# TEAMS
TEAMS (The East African Marine System) ist ein Glasfaser-Seekabel, das von der kenianischen Regierung als Antwort auf das unter südafrikanischer Ägide stehende, konkurrierende EASSy-Kabel vorangetrieben wurde. 15 % der Anteile gehören Etisalat, einem Staatskonzern der Vereinigten Arabischen Emirate, 85 % verschiedenen kenianischen Firmen (davon 20 % der Regierung von Kenia, 20 % Safaricom Ltd, 20 % Telkom Kenya Ltd, 10 % Kenya Data Networks Ltd, 10 % Econet/Essar Telecom Ltd, 5 % Wananchi Group, 3,75 % Jamii Telecom Ltd, 6,25 % Rest).

## Infrastruktur
TEAMS verbindet bei 4900 km Länge Kenia mit den Vereinigten Arabischen Emiraten.  Die Übertragungskapazität beträgt 120 Gb/s, die auf 1,2 Tb/s ausbaubar sind.

## Geschichte
Aus 5 mitbietenden Unternehmen erhielt am  11. Oktober 2007 Alcatel-Lucent den Zuschlag für 82 Millionen $ das Kabel zu verlegen.
1,5 Jahre nach Baubeginn in Fudschaira wurde am 12. Juni 2009 Mombasa erreicht und das Kabel feierlich vom kenianischen Präsidenten Mwai Kibaki in Betrieb genommen.
Am 25. Februar 2012 wurde das Kabel vor dem kenianischen Hafen Mombasa durch ein ankerndes Schiff beschädigt.
Der Ausfall war schwerwiegend, da zu dem besagten Zeitpunkt TEAMS selbst als Ersatz für das damals auch beschädigte EASSy diente.
Am 27. April 2012 wurde das TEAMS Kabel versehentlich wieder unterbrochen, nur 35 Tage nachdem die vorherigen Störung behoben wurde.